# Gore Browne
Gore Browne (Irlanda, 1763 – Weymouth, 1843) fue un general británico que tuvo una destacada actuación durante las Guerras revolucionarias francesas, las Guerras Napoleónicas y en la fracasada segunda invasión inglesa al Río de la Plata.

## Biografía
Gore Browne nació en 1763 en Irlanda. Aunque originalmente destinado a las órdenes sagradas, prefirió seguir la carrera de las armas y fue enviado por su familia a la academia militar de Lochee. En 1780 obtuvo una comisión en el regimiento n.º 35 de Infantería Royal Sussex.
Al estallar la guerra con Francia, levantó una compañía en el regimiento n.º 83 de Infantería y compró un puesto de mayor. Sirvió con el 83.º y como segundo al mando del general George Walpole durante la rebelión de 1795 en Jamaica.
A su regreso, Federico, duque de York, en 1796 lo nombró teniente coronel a cargo de un regimiento negro en Dominica, cargo que mantuvo hasta que se produjo una vacante en el regimiento n.º 40 de Infantería.
Al mando del 40.º acompañó al Duque de York a Holanda durante la invasión anglo-rusa a ese país durante la guerra de la Segunda Coalición. Luchó en las batallas de Krabbendam (10 de septiembre), de Bergen (19 de septiembre) y de Alkmaar (2 de octubre de 1799).
Habiendo recibido órdenes para dirigirse con su regimiento a Egipto las noticias de la ocupación de Buenos Aires en la primera de las llamadas Invasiones Inglesas llevaron al alto mando a agregarlo con su unidad al ejército que al mando del general Samuel Auchmuty marcharía al Río de la Plata para consolidar y extender la conquista.
Participó del combate del Cordón comandando el ala izquierda y del sitio y ocupación de Montevideo. Fue nombrado por Auchmuty gobernador militar de Montevideo y permaneció en esa plaza durante la desastrosa expedición contra Buenos Aires al mando de John Whitelocke.
Su conducta durante la ocupación le granjeó el respeto de los españoles y al verse obligado a evacuar la plaza según los términos de la capitulación británica en Buenos Aires, fue acompañado por las autoridades españolas hasta su bote.
Tras su regreso se unió a la Expedición Walcheren pero al poco tiempo de desembarcar recibió un balazo que le atravesó la mejilla y le rompió los dientes y la mandíbula.
Fue luego designado mayor general de distrito occidental y posteriormente Gobernador de Plymouth (1810), cargo al que renunció por su ascenso al rango de teniente general en 1819. En 1820 fue nombrado coronel honorario del regimiento n.º 44 de Infantería y en 1837 fue promovido a general.
El desaste de su regimiento bajo el mando del coronel John Shelton en la Batalla de Gandamak durante la primera guerra anglo-afgana lo afectó profundamente. Falleció en Weymouth el 12 de enero de 1843, a los 79 años de edad.
Era a decir de sus contemporáneos «además de sus ventajas personales, un elegante erudito y un caballero consumado».
Era considerado también «un liberal en la política» y en términos de política religiosa ya que era favorable «a conceder la libertad religiosa para todos, incluso a los católicos de Irlanda.»
Había casado con Miss Bannister, hija del presidente de la isla de San Vicente, con quien tuvo hijas conocidas por su belleza, la que llamó incluso la atención de Napoleón Bonaparte cuando, prisionero a bordo del HMS Northumberland recibió la visita en Plymouth del general y su familia.